# Баніяс-Центр
Баніяс-Центр (араб. ناحية مركز بانياس) — нохія у Сирії, що входить до складу району Баніяс провінції Тартус. Адміністративний центр — м. Баніяс.
| Сирія | Це незавершена стаття з географії Сирії. Ви можете допомогти проєкту, виправивши або дописавши її. |